# Шарапово (Омская область)
Шара́пово — деревня в Саргатском районе Омской области. Входит в состав Щербакинского сельского поселения.

## История
В 1928 году деревня Шарапова состояла из 35 хозяйств, основное население — русские. В административном отношении находилась в составе Щербаковского сельсовета Саргатского района Омского округа Сибирского края.

## Население
| 1926 | 2010 |
| ---- | ---- |
| 182  | ↘5   |

## Улицы
В деревне имеется одна улица — Лесная.